# (74020) 1998 GW10
(74020) 1998 GW10 – planetoida z pasa głównego asteroid okrążająca Słońce w ciągu 3,33 lat w średniej odległości 2,23 j.a. Odkryta 2 kwietnia 1998 roku.